# Костоев, Абубукар Султанович
Абубука́р Султа́нович Косто́ев (23 августа 1960, Экажево, Назрановский район, Чечено-Ингушская АССР, РСФСР, СССР — 21 июня 2004, Назрань, Ингушетия, Российская Федерация) — исполняющий обязанности министра внутренних дел Республики Ингушетия, полковник милиции, погибший во время вооружённого рейда чеченских и ингушских боевиков на Ингушетию. Герой Российской Федерации (2004).

## Биография
Абубукар Костоев родился в ингушском селе Экажево, ингуш по национальности. С 1978 по 1980 годы, после окончания средней школы № 1 в родном селе, он проходил срочную службу в Советской армии и участвовал в боевых действиях в Афганистане. В 1985 году Костоев поступил на службу в органы внутренних дел СССР, работал милиционером дежурной части одного из ОВД на родине. После окончания Омской школы милиции по распределению его направили на службу в УВД Красноярского края, где он работал участковым инспектором, а затем оперуполномоченным.
В 1991 году Костоев вернулся в Ингушетию, служил в Назрановском РОВД и вскоре стал его начальником. В ноябре 1997 года он был назначен на должность первого заместителя министра внутренних дел Республики Ингушетия и также стал начальником службы криминальной милиции. В 1999 году из-за конфликта с президентом Ингушетии Русланом Аушевым Абубакар Костоев был переведён с понижением на должность начальника одного из межрайонных отделов внутренних дел республики. В сентябре 2003 года, после смены руководства республики, Костоев вновь был назначен первым заместителем министра внутренних дел Республики Ингушетия. С 5 июня 2004 года он занимал должность исполняющего обязанности Министра внутренних дел Республики Ингушетия.
За годы службы в Ингушетии — одном из самых криминогенных субъектов Российской Федерации, ещё и граничащим с постоянно воюющей Чеченской республикой — Костоев приобрёл репутацию профессионального и умелого работника. На его счету были десятки раскрытых тяжких и особо тяжких преступлений, таких как террористические акты, убийства, похищения людей, захваты заложников, крупные хищения государственного имущества. Он являлся непримиримым борцом с терроризмом в республике, вследствие чего на его жизнь неоднократно совершались покушения.
21 июня 2004 года Абубукару Костоеву, на тот момент находившемуся дома, поступило сообщение о вооружённом нападении на объекты МВД в Назрани. Костоев, который жил в родном селе Экажево примерно в 6 километрах от Назрани, сразу же направился к месту службы. У поста ДПС на перекрёстке «Экажевский» (пересечение с федеральной трассой «Кавказ») бронированная автомашина «Волга» и. о. министра была остановлена вооружёнными людьми в милицейском камуфляже, которые, как впоследствии выяснилось, оказались переодетыми боевиками. Как только Костоев вышел из машины для выяснения обстановки, по нему и по сопровождающим его лицам (охранникам и водителю) был в упор открыт огонь из стрелкового оружия, в результате чего они погибли на месте. В живых остался лишь один из охранников министра — автоматной очередью ему оторвало пальцы, кровь залила голову, и боевики, видимо, решили, что он мёртв, и не стали делать ему, как остальным, контрольный выстрел в голову.
Изначально некоторыми СМИ сообщалось, что Костоев погиб, находясь в одном из зданий республиканского МВД, которое было частично захвачено боевиками. Позже эта информация была опровергнута.
Перед машиной министра на том же посту, при схожих обстоятельствах, были расстреляны ещё две автомашины, в одной из которых ехал начальник федеральной почтовой службы республики, а в другой — практически всё руководство городской прокуратуры Назрани.
По оценкам очевидцев, боевиков на перекрёстке было примерно человек 50—60, все они были хорошо вооружены. Оружие и документы убитых боевики забрали с собой. Вскоре после произошедшего двое местных жителей, ставшие свидетелями происшествия, позвали на подмогу своих родственников и родственников и односельчан Костоева, имеющих табельное оружие, так как местные жители узнали машину главы МВД, а в находящемся неподалёку селении Экажево проживало множество его родных.
В результате на перекрёстке «Экажево» завязался ожесточённый бой, в котором тяжёлые потери понесли обе стороны. В частности, погибли служившие в республиканском МВД двоюродный брат и племянник Костоева, а его родной брат получил ранение. В районе 3—4 часов утра боевики, понеся существенные потери и увезя с собой убитых и раненых, окончательно покинули перекрёсток.
Всего в результате рейда боевиков в тот день погибло более 100 сотрудников МВД и других силовых структур республики.
Абубукар Костоев был похоронен в родном селе Экажево. У него остались жена и пятеро детей.
29 декабря 2004 года указом президента России ему посмертно было присвоено звание Героя Российской Федерации.

## Семья
- Вдова — Костоева Фиолета Абдул-Мажитовна[13], пятеро детей[14].
- Двоюродный брат и племянник Костоева погибли с ним в один день от рук боевиков[6]. Родной брат Харон получил тяжёлые ранения[15].

## Награды
- Медаль «Золотая Звезда» (29 декабря 2004 года)[11];
- Орден Александра Невского (2024)[16];
- Ведомственные медали.

## Память
- В 2006 году именем Абубукара Костоева была названа школа № 1 в его родном селе Экажево[17][18]; мемориальная доска была установлена также на здании Астраханского суворовского военного училища МВД России, выпускником которого являлся Костоев[19].